# Pierre Larousse

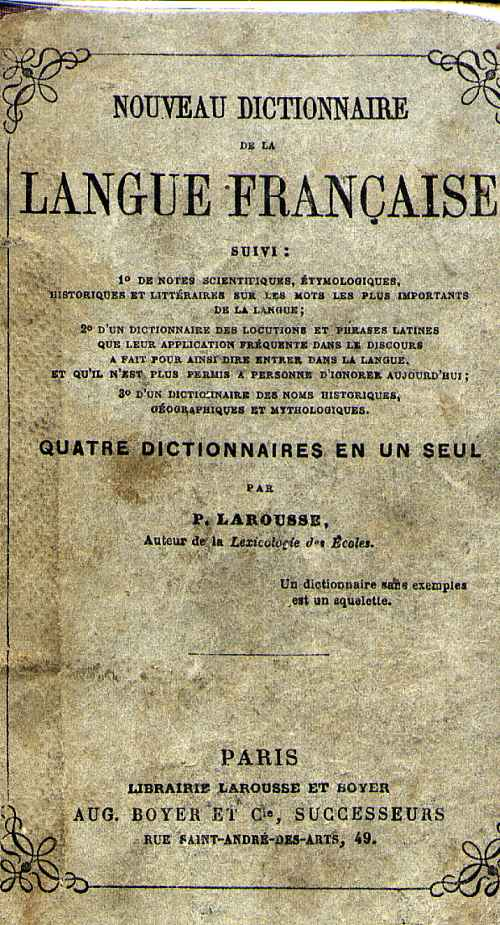
A francia nyelv szótára, 1856. Első kiadás

Pierre Larousse, (Toucy, Franciaország, 1817. október 23. – Párizs, 1875. január 3.) francia nyelvész, tanár, lexikológus, a Larousse Könyvkiadó alapítója.

## Életrajz
Egy kis faluban született, Burgundiában. Apja kovács, anyja kocsmáros volt. A könyvek és a nyelv szeretetében nőtt fel. Tizenhat éves korában Versailles-ba ment tanulni. Négy év múlva hazatért és tanító lett a falusi népiskolában. A francia nyelv megszerettetése és a helyes nyelvhasználat volt a pedagógiai eszménye. A tanítástól a kor merev szokásai hamar elvették a kedvét. 1840-ben Párizsba költözött.
1848-1851 között felügyelőként dolgozott egy internátusban. Ingyenes előadásokat hallgatott, könyvtárakba járt. 1849-ben jelent meg első könyve, egy iskolai szószedet, majd nyelvtani segédkönyveket, tankönyveket és szótárakat írt.
1852-ben Augustin Boyer-val társulva megalapította a később világhírűvé vált Larousse Könyvkiadót. Az eredetileg szintén tanár társával korszerű iskolai tankönyveket és tanári kézikönyveket jelentettek meg, melyekben a hangsúly az önállóságon és a kreativitás fejlesztésén volt.
1856-ban jelent meg a Francia nyelv új szótára, ez tekinthető a Kis Larousse (Petit Larousse) legelső változatának.
A kiadó bevételei lehetővé tették a későbbi monumentális enciklopédia, a nagy világszótár létrehozását. A Larousse Nagyszótár első része 1863-ban jelent meg, majd 1866-1876 között kéthetente kiadott füzetekben publikálták.
1869-ben a tulajdonosok szétváltak. Larousse nem érte meg a teljes sorozat kiadását, mert 1875-ben szívinfarktust kapott. Az utolsó két kötetet unokaöccse fejezte be, és adta ki.
A kiadó mind a mai napig működik. Könyvei több mint negyven nyelven jelentek már meg, így több magyarul is.